# Messojacha
Die Messojacha (russisch Мессояха; auch Messo-Jacha, Мессо-Яха) ist ein 466 km langer Zufluss des Tasbusens im Autonomen Kreis der Jamal-Nenzen in Russland.
Die Messojacha entspringt im Nordostteil des Westsibirischen Tieflands, im Bereich des Unteren Jenissei-Höhenzuges, der sich südlich der Gydan-Halbinsel erstreckt. Die Quelle liegt in unmittelbarer Nähe der Grenze des Autonomen Kreises zur Region Krasnojarsk, etwa 250 km westlich von Norilsk. Sie durchfließt das Tiefland, zumeist stark mäandrierend, zuletzt in weiten Bögen, in vorwiegend südwestlicher Richtung. Der Fluss mündet knapp 200 km nördlich von Nowy Urengoi in das südöstliche Ende des Tasbusens der Karasee, wobei sie ein etwa 1500 km² großes Delta ausbildet, das sich unmittelbar nordwestlich an das Delta des Tas anschließt, gegenüber dem Delta des Pur. Sredneje Messo und Schtschutschja, die zwei größten Mündungsarme neben dem Hauptarm Messojacha, münden etwa 10 und 40 Kilometer östlich von Hauptarm in den Tasbusen. Die Vielzahl kleinerer Mündungsarme vom Messojacha-Hauptarm in nördlicher Richtung mündet bis zu 80 km von diesem entfernt.
Das Einzugsgebiet des Flusses umfasst 26.000 km². Die bedeutendsten Nebenflüsse Njangusjacha (Länge 217 km), Njadajacha (288 km), Muduijacha (237 km), Indikjacha (242 km) und Mjarojacha (102 km) münden von links in die Messojacha. Die längsten rechten Nebenflüsse sind die Bolschaja Charwutajacha (96 km) und die Bolschaja Warkutajacha (97 km). Gewöhnlich friert der Fluss für acht Monate im Jahr zu, von Mitte Oktober bis Mitte Juni.
Er ist Laichplatz für verschiedene Lachsfische der Gattung Coregonus.
Die Messojacha durchfließt ein seenreiches, sumpfiges und dünn besiedeltes Gebiet. Unmittelbar am Fluss gibt es keine ständig bewohnten Ortschaften; etwa 5 km westlich der Mündung des Hauptarmes liegt am Ufer des Tasbusens die Siedlung Nachodka. Am Oberlauf der Messojacha und dessen Nebenflüssen werden seit Ende der 1960er-Jahre die Erdgasfelder Messojachinskoje und Sewero-Soljoninskoje ausgebeutet, die seit 1973 die Großstadt Norilsk über eine Pipeline mit Gas versorgen.